# Gallicano
Gallicano é uma comuna italiana da região da Toscana, província de Lucca, com cerca de 3.794 habitantes. Estende-se por uma área de 30 km², tendo uma densidade populacional de 126 hab/km². Faz fronteira com Barga, Borgo a Mozzano, Castelnuovo di Garfagnana, Coreglia Antelminelli, Fabbriche di Vallico, Fosciandora, Molazzana, Vergemoli.

## Demografia
| Variação demográfica do município entre 1861 e 2011                               |
|                                                                                   |
| Fonte: Istituto Nazionale di Statistica (ISTAT) - Elaboração gráfica da Wikipedia |